# Stokerijmolen
De Stokerijmolen in Kuurne staat langs de Brugsesteenweg, bij de Molenwijk. Het is een staakmolen op open voet, opgericht op een kunstmatige heuvel, een molenwal genaamd. Dit punt is nog steeds het hoogste kunstmatige punt van Kuurne.

## Oorsprong
De omgeving rond deze molen merkt men duidelijk dat deze heuvel kunstmatig werd gemaakt, want het gebied waar nu de huidige Molenwijk ligt, wordt in de volksmond de “parochieput” genoemd omdat het een van de laagste wijken in Kuurne was.
De molen kwam daar rond 1796, toen de eerste eigenaar Louis Carpentier van Kortrijk naar Kuurne kwam wonen. Hij verhuisde waarschijnlijk zijn molen, die vroeger opgesteld stond langs de Gentsesteenweg te Kortrijk. Uit het gebruikte balkmateriaal is af te leiden dat het om een ontmantelde molen gaat.

## Renovatie van het monument
De molen is sinds 1943 een officieel monument.
De Stokerijmolen werd in 1957 buiten werking gesteld en in 1959 door de gemeente aangekocht. Enkele herstellingswerken in 1963 konden het verval niet tegenhouden. In 1980-1983 werd de molen volledig gedemonteerd en gerestaureerd. Helaas was deze restauratie technisch niet volledig in orde, zodat de molen nog altijd technische problemen heeft waardoor hij wel kan draaien maar niet kan malen.

## Indeling van de molen
De trap in de molen geeft toegang tot de meelzolder, waar zich nog een haverpletter en een weegtoestel bevinden. Op de steenzolder, waar een middenlijst '1818' gedateerd is, zijn twee maalkoppels aanwezig.
De omgeving is niet meer geschikt voor het daadwerkelijk draaien van de wieken, want de hoge bomen en de vele bebouwing in de omgeving van de molen op de Brugsesteenweg.
Tijdens de storm die op 18 januari 2007 over Zuid-West-Vlaanderen woedde, heeft de brandweer een wiek van de Stokerijmolen vastgezet. Dat touw is er nog steeds en de molen staat dus stil.
Heel af en toe, op speciale gelegenheden, kan men de molen zien draaien (dit gebeurt bijvoorbeeld op Open Monumentendag).
- Inventaris van het Bouwkundig Erfgoed (Vlaanderen): 89721